# Бенедикт (лунный кратер)
Кратер Бенедикт (лат. Benedict) — маленький ударный кратер в бассейне кратера Менделеев на обратной стороне Луны. Название дано в честь американского химика, физиолога и диетолога, изобретателя калориметра и спирометра Френсиса Бенедикта (1870—1957) и утверждено Международным астрономическим союзом в 1976 г.

## Описание кратера
Ближайшими соседями кратера являются кратер Муассан на западе; кратер Бергман на северо-западе; кратер Ричардс на севере-северо-западе; кратер Фишер на севере-северо-востоке; кратер Гарден на северо-востоке и кратер Шустер на востоке. Селенографические координаты центра кратера — 4°21′ с. ш. 141°32′ в. д. / 4,35° с. ш. 141,54° в. д., диаметр — 13,8 км, глубина — 2,3 км.
Кратер имеет чашеобразную форму с небольшим участком плоского дна, практически не разрушен. Высота вала над окружающей местностью составляет около 520 м. Внутренний склон кратера имеет альбедо выше чем у окружающей местности, что говорит о сравнительно небольшом возрасте кратера. По морфологическим признакам кратер относится к типу BIO (по названию типичного представителя этого класса — кратера Био).

## Сателлитные кратеры
Отсутствуют.

## Галерея
- Окрестности кратера Бенедикт, снимок зонда Lunar Orbiter - I.
- Фрагмент карты LAC-66.